# Českobratrský kostel v Kralovicích
Českobratrský kostel v Kralovicích je sborovým domem Českobratrské církve evangelické. Je chráněn jako nemovitá kulturní památka ČR.

## Historie
Českobratrská církev evangelická zahájila svou činnost v Kralovicích v roce 1921 a současně započala i sbírka na postavení sborového domu. V roce 1927 bylo zakoupeno stavební místo v Žatecké ulici. Z několika architektonických návrhů stavby budoucího kostela byl vybrán návrh architekta Hanuše Zápala, který je taktéž autorem sborového Husova domu v nedaleké obci Čistá. Slavnostní výkop provedli nejstarší členové sboru 13. června 1934 a 24. června téhož roku byl položen základní kámen. Stavba byla financována z darů z domova i zahraničí a na vlastní stavbě se podíleli i členové sboru. 21. října 1934 se konalo slavnostní otevření a posvěcení sborového domu.

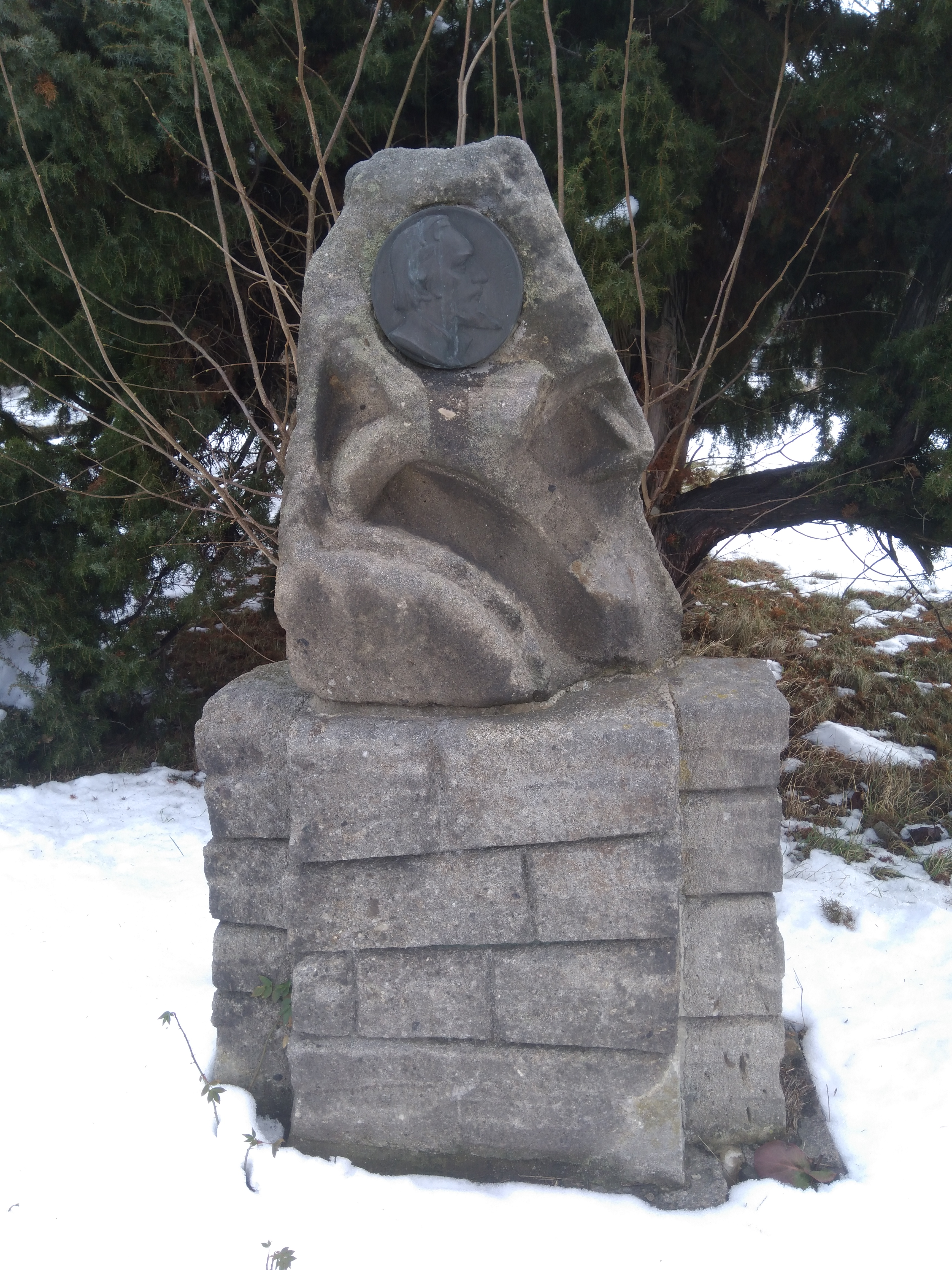
Pomníček Mistra Jana Husa

Na prostranství před kostelem byl 5. července 1946 umístěn pomníček Mistra Jana Husa, zhotovený z kamenů pocházejících z hradu Krakovce. Jeden z kamenů byl přivezen z obce Lidice. Na pomníčku je upevněna Husova plaketa.
V roce 1994 byl kostelu přiznán status kulturní památky ČR. V současné době kostel slouží jako místo bohoslužeb evangelické a husitské církve a konají se zde i koncerty a přednášky.

## Popis stavby
Kostel byl podle Zápalova návrhu postaven ve stylu severské architektury. Stavba má půdorys tvaru T, na ústřední budovu modlitebny vzadu navazují křídla s bytem faráře a učebnou. Objekt je přízemní, částečně podsklepený. Modlitebna se sedlovou střechou je obrácena směrem k silnici, v jejím průčelí je hlavní vchod umístěný mezi pilíři z pískovcových kvádrů. V nároží kostela je viditelný základní kámen s vytesaným datem 24. června 1934. Modlitebnu tvoří prosvětlený válcovitě zaklenutý prostor s dominantní kazatelnou. Podlaha, kostelní lavice i kazatelna jsou ze dřeva. Dominantou stavby je hranolová věž s pláštěm z červených pálených cihel zakončená zvonicí se střechou stanového tvaru z měděného plechu.